# Збігнєв Шимчак
Збігнєв Шимчак (пол. Zbigniew Szymczak, 4 січня 1952, Люблін) – польський шахіст і тренер, міжнародний майстер від 1976 року.

## Шахова біографія
Навчився гри в шахи у середній школі. 1967 юнак розділив I—VI на розіграші юніорського чемпіонату Польщі в Білостоку. Вступив на факультет педагогіки люблінського Університету Марії Кюрі-Склодовської, продовжуючи розвиватись як шахіст. У 1975—1976 на турнірі в Любліні виконав норму міжнародного майстра, ставши на той час наймолодшим володарем звання в Польщі (24 роки).
У 1974 дебютував у фіналі чемпіонату країни, посівши в Зеленій Гурі VI місце. 1977 був найкращим на міжнародному турнірі в Будапешті, наступного року повторив цей успіх у Прєвідзі. Наступний тріумф у міжнародних змаганнях відбувся 1982 в Карвіні. Того ж року Збігнєв Шимчак виграв Командний чемпіонат Польщі, виступаючи за «Avia» зі Свідника. На чемпіонаті Польщі 1983 досяг кар'єрної вершини, здобувши золото змагань у Пйотркові Трибунальському.
Грав за польську збірну на студентських першостях світу 1976 і 1977, а також на турнірі Північного Кубку (Nordic Cup), у складі команди став золотим призером змагання (1983).
Найвищого рейтингу досяг на початку 1983 (2460, найвищий серед польських шахістів, разом із Александром Шнапіком).
Від середини 80-х досяг вагомих результатів як шаховий тренер. Серед його вихованців: гросмейстриня Івета Радзієвич (співпрацювали у 1996—1999), чемпіони Польщі, гросмейстери Яцек Гданьскі (1987—1991), Роберт Кемпіньскі (1991—2001), Радослав Войташек (1995—1996 та 2001), тренер Александер Міста (1992—2002).

## Приватне життя
Одружений (з 1976), має доньку Матильду.